# Eremiascincus brongersmai
Eremiascincus brongersmai är en ödla i familjen skinkar som förekommer i nordvästra Australien. Artepitet i det vetenskapliga namnet hedrar den nederländska zoologen Leo Daniël Brongersma.
Arten har på ovansidan en ljus eller mörkare rödbrun färg med några små svarta streck på fjällen. Ofta finns en otydlig mörkare strimma från ögonen till kroppens främre del. På kroppens sidor är den bruna färgen ljusare och det finns svarta fläckar. Djuret har en vitaktig undersida. Exemplaren blir utan svans ungefär 90 mm långa. Denna skink har bra utvecklade extremiteter.
Utbredningsområdet ligger i regionen Kimberley i delstaten Western Australia. Arten lever i savanner, buskskogar och klippiga regioner med glest fördelad växtlighet. Den hittas ofta nära vattendrag.
För beståndet är inga hot kända. Hela populationen anses vara stabil. IUCN listar arten som livskraftig (LC).